# Sviluppo (cinema)
Lo sviluppo o fase di studio è la fase iniziale in cui si prepara la realizzazione di un film. 
Consiste essenzialmente nel mettere le basi per avviare la pre-produzione, effettuando lo scripting (trattamento, scrittura della sceneggiatura), prevedere e stabilire la spesa di produzione (budgeting). 

## Fasi dello sviluppo
Vediamo nel dettaglio in cosa consiste lo sviluppo ed alcune delle decisioni prese in questa fase:
- Scrittura di una sceneggiatura preliminare, che consiste nell'ideare i personaggi e la trama principale, dalla quale verrà poi scritta la sceneggiatura definitiva. Con la concettualizzazione del soggetto e la stesura di uno schema narrativo in cui si identificano i primi dialoghi e scene da presentare, si passa al trattamento, al termine del quale risulterà lo script definitivo.
- Budgeting. Previsione parziale del bilancio per la spesa di produzione, i tratti principali e lo stanziamento dei fondi avverrà nel corso della pre-produzione tramite l'accordo e il contatto con gli studi cinematografici.

Se lo sviluppo procede bene, e le case di produzione decidono di andare avanti e passare alle prime fasi della produzione vera e propria, il film ottiene il cosiddetto semaforo verde, che consiste unicamente nell'approvazione del progetto e il passaggio con la pre-produzione.